# 相給

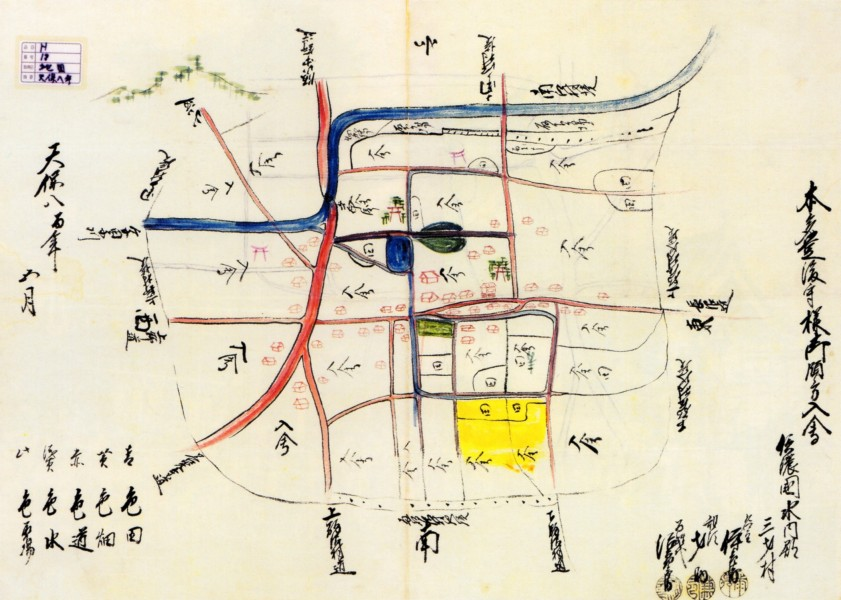
長野縣長野市三才 (長野市)在天保8年（1837年）時的地圖，顯示了幕府與飯山藩與江戶幕府的相給地（入會）的分佈情況

相給（日语： Aikyuu */?），又稱分給、分鄉、相知、入會知行、相知行，是日本江戶時代的知行的一種形態，意思是由不同的領主共同管治同一條村，按村的地頭數目稱為多少給，例如三人同時管治的話，便稱為三給，如此類推。分佈上主要集中在江戶、實施知行的藩、寺社領和公家領，大名領和幕府領則相對較少。相反地由一名領主管治的地方稱為一圓知行。
一般情況下，每條村只有一位名主，但是在實行相給的村，名主的數目則跟領主的數目相同，這種情況在旗本領較多的關東地方和近畿地方尤其明顯，在實際劃分上也分為同一區域均屬於單一領主管治，或是按照每棟住家來分配給各領主，兩種方法都希望盡可能平衡到百姓的建築物規模和數量、領地的種類和等級，讓知行可以得到平均分配。原本田地也是按照百姓來劃分，可是在江戶時代百姓的田地所有權已經變得錯綜複雜，同一塊田地可能有數名以上的百姓共同耕作，這種田地也由百姓各自所屬的領主來共同管治。

## 概要
在室町時代，相給又稱合給，是指將同一個地方授予不同的人，因此室町幕府規定，先取得下文的一方先得，如果寄進予寺社的話，給人便要與寺社平分知行。天正18年（1590年），德川氏入主關東地方後，授予旗本的領地便採用了相給的形式，下野國有些村達到20給。地方知行和公家領原則上也是以相給的形式來授予，岡山藩領備前國尾張村是26給，公家領山城國吉祥院村甚至達64給。寛永10年（1633年）和元祿10年（1697年），江戶幕府先後進行了大規模寬永地方直和元祿地方直後，關東地方和中部地方大量村也採用了相給，村內的田地和屋敷則按照石高比例來作分配，幕府在寬永地方直時向1,000石以下的旗本大番、書院番和小姓組番全員加增100石，以知行地替代藏米，讓旗本的收入變得穩定。元祿地方直時，藏米500俵以上的幕臣均改為授予知行地，幕府通過以相給的形式授予旗本知行，重新將江戶周圍生產力較高的地區納入幕府領，從而達致管理年貢，重建幕府財政和強化幕府權力的目的。另外，大名也實行相給，從而切斷了給人與領地之間長久的連繫，並且設立平均免，讓給人失去年貢的決定權，更剝權了給人處罰、勞役給地農民的權力。17世紀中葉，實施藏米知行制度的藩日漸增多，藏米知行制度讓大名直接管治領內，並且按照俸祿來授予其藏米，本來的給地則實際上變成藏入地，確立了大名的一圓知行。按元祿（1688年-1704年）初年成書的《土芥寇讎記》記載，243位大名中仍然採用地方知行制只有16%，共42家，其中大多是邊境的外樣大名，因此所領規模達到55.37%。儘管如此，這些外樣大藩所實施的地方知行制僅限於上級家臣，給人的知行權非常有限。